# Cesare Gavina
Cesare Gavina (Stradella, 28 settembre 1881 – La Spezia, 29 dicembre 1969) è stato un politico e avvocato italiano.

## Biografia
Sindaco della sua città natale, è deputato dell'Assemblea Costituente come esponente del Partito Comunista Italiano. Viene successivamente eletto al Senato della Repubblica nella I e II Legislatura.